# Anchusa tiberiadis
Anchusa tiberiadis är en strävbladig växtart som beskrevs av George Edward Post. Anchusa tiberiadis ingår i släktet oxtungor, och familjen strävbladiga växter. Inga underarter finns listade i Catalogue of Life.